# Серафим
Серафими (грч. σεραφείμ; хебр. שְׂרָפִים — ужарени, пламени, горући; бића која горе непрестаним огњем) су небеска бића у хришћанству и јудаизму. У небеској хијерархији у јудаизму налазе се на петом од девет места, у хришћанству на првом месту. Серафими се такође спомињу у неканонској књизи — Књига по Еноху.

## Историја
У Старом завету се спомињу у књизи пророка Језекије (Језек. 1,5) и пророка Исаије (Ис.6,2) У Новом завету се спомињу у откровењу Јовановом (Откр. Јов 4,7). Серафими се појављују у 2. веку пре Христа у Књизи по Еноху, где се описују као drakones (δράκονες „Змајеви“), такође се и помињу и у Гностичким текстовима као змајолики анђели.

## Опис
У књизи пророка Исаије се помињу као шестокрила бића: „Серафими стајаху више њега сваки их имаше шест крила: двјема заклањаше лице своје и двјема заклањаше ноге своје, а двјема лећаше.“ (Ис.6.2).
У Библији се та реч најпре налази тамо где је названа отровна змија (ватрена змија), која наноси смртну рану (4 Мој 21,6), (5 Мој 8,15). Поред тога, сераф се употребљава и у смислу лечења: према (4 Мој 21,8), поглед на серафа подигнутог на мотку доноси оздрављење ономе кога змије уједу (2 Цар 18,4; Јн 3,14).